# 扎利曼 (克列緬納亞區)
49°15′15″N 38°10′10″E / 49.25417°N 38.16944°E
扎利曼（烏克蘭語：Залиман）是位於烏克蘭東部的村莊，由盧甘斯克州斯瓦托韋區的克拉斯諾里琴斯凱市鎮負責管轄。該村始建於1701年，面積2.29平方公里，海拔高度74米，2001年人口345，人口密度每平方公里203.5人。